# Kuiffrankolijn
De kuiffrankolijn (Ortygornis sephaena synoniemen: Dendroperdix sephaena en Francolinus sephaena) is een vogel uit de familie fazantachtigen (Phasianidae). De wetenschappelijke naam van de soort is voor het eerst geldig gepubliceerd in 1836 door Smith.

## Voorkomen
De soort komt voor in het oosten en zuidoosten van Afrika en telt 5 ondersoorten.
- O. s. grantii: van zuidelijk Soedan en westelijk Ethiopië tot het noordelijke deel van Centraal-Tanzania.
- O. s. rovuma: van oostelijk Kenia tot noordelijk Mozambique.
- O. s. spilogaster: oostelijk Ethiopië, Somalië en noordoostelijk Kenia.
- O. s. zambesiae: van het westelijke deel van Centraal-Mozambique tot Namibië en zuidelijk Angola.
- O. s. sephaena: van oostelijk Zimbabwe tot zuidoostelijk Botswana, zuidelijk Mozambique en noordoostelijk Zuid-Afrika.

## Beschermingsstatus
Op de Rode Lijst van de IUCN heeft de soort de status veilig.